# Международная конвенция об облегчении ввоза коммерческих образцов и рекламных материалов
Международная конвенция об облегчении ввоза коммерческих образцов и рекламных материалов принята в Женеве 7 ноября 1952 года. Вступила в силу 20 ноября 1955 года. Стороны конвенции обязуются обеспечивать ввоз сэмплов и рекламных материалов (рекламные каталоги, брошюры и так далее) на основе магазинов беспошлинной торговли.
В 1962 году была принята более широкая «Таможенная конвенция об упрощении ввоза товара для показа или использования на выставках, ярмарках, встречах или других подобных мероприятиях» от 8 июня 1961, вступила в силу 13 июля 1962 года.

## Стороны
Договор изначально подписан 6 странами (Бельгия, ФРГ, Греция, Швеция, Великобритания, США), его участниками являются 65 стран:
| - Австралия - Австрия - Бельгия - Босния и Герцеговина - Канада - Хорватия - Куба - Кипр - Чехия - ДРК - Дания - Египет - Фиджи - Финляндия - Франция - Германия - Гана - Греция - Гвинея - Гаити - Венгрия - Исландия | - Индия - Индонезия - Иран - Ирландия - Израиль - Италия - Ямайка - Япония - Кения - Либерия - Люксембург - Малайзия - Мальта - Маврикий - Мексика - Черногория - Нидерланды - Новая Зеландия - Норвегия - Нигерия - Пакистан - Польша | - Португалия - Республика Корея - Румыния - Руанда - Сербия - Сьерра-Леоне - Сингапур - Словакия - Словения - Испания - Шри-Ланка - Швеция - Швейцария - Таиланд - Тонга - Тринидад и Тобаго - Турция - Уганда - Великобритания - Танзания - США |  |